# اتصال گرم
تقریبا تمامی وسایلی که دارای حافظهٔ فلش هستند، برای ارتباط با کامپیوتر از رابط‌های اتصال گرم (به انگلیسی: Hot plugging) یا (به انگلیسی: Hot swapping) استفاده می‌کنند. اتصال گرم به این معناست که کاربر می‌تواند وسیلهٔ دارای حافظهٔ فلش را در هنگام روشن بودن کامپیوتر به ان متصل کند. بنابراین برای متصل کردن این وسایل به کامپیوتر نیاز نیست کامپیوتر را خاموش کرد و سپس آنها را به کامپیوتر متصل نمود.
یکی از معمول‌ترین درگاه‌های اتصال گرم، درگاه USB است. توسط چنین رابط‌هایی، معمولاً کاربران قبل از اینکه کار انتقال اطلاعات به پایان برسد، وسیلهٔ مربوطه را از سیستم جدا می‌کنند که باعث بروز مشکلات عمده‌ای می‌شود. بنابراین در رابط‌های اتصال گرم، لازم قبل از جدا کردن دستگاه از سیستم، از پایان یافتن کار انتقال اطمینان پیدا کنیم.
حافظه‌های فلش در وسایل متنوعی مورد استفاده قرار می‌گیرند: دوربین‌های دیجیتالی، پخش کننده‌های صوتی، پخش کننده‌های DVD و انبوهی از وسایل دیگر. به هر حال این انعطاف پذیری مشکلاتی را هم به همراه دارد. بیشتر وسایل سازگار با حافظهٔ فلش، تعداد اندکی ویژگی عمومی (مانند سیستم فایل FAT برای نوشتن در کارت) دارند و عموما در نحوه عملکرد و کارایی با یکدیگر متفاوت اند.

## منبع
- مشارکت‌کنندگان ویکی‌پدیا. «Hot swapping». در دانشنامهٔ ویکی‌پدیای انگلیسی، بازبینی‌شده در ۱۶ فوریه ۲۰۱۴.